# Городская история
Городская история — исследование истории урбанизма. В нем рассказывается, почему и как развивались города. Городская история также изучает социальные, политические, культурные и экономические аспекты городов. Большинство городских историков сосредотачиваются на более крупных или более важных городах. Гораздо меньше внимания уделяется маленьким городам, поселкам и окраинам. Городская история включает в себя несколько других областей исследования, поскольку они влияют на города. К ним относятся археология, архитектура, социология, а также политические и экономические аспекты городов во времени.
Городской истории посвящен рецензируемый академический журнал Journal of Urban History, основанный в 1974 году.